# Compsobuthus manzonii
Espèce
Synonymes
- Buthus manzonii Borelli, 1915
- Compsobuthus fuscatus Hendrixson, 2006

Compsobuthus manzonii est une espèce de scorpions de la famille des Buthidae.

## Distribution
Cette espèce se rencontre au Yémen et en Arabie saoudite,.

## Systématique et taxinomie
Cette espèce a été décrite sous le protonyme Buthus manzonii par Borelli en 1915. Elle est placée dans le genre Compsobuthus par Vachon en 1949.
Compsobuthus fuscatus a été placée en synonymie avec Compsobuthus manzonii par Kovařík en 2013.

## Étymologie
Cette espèce est nommée en l'honneur de Renzo Manzoni.

## Publication originale
- Borelli, « Gli Scorpioni del Museo Civico di Storia naturale di Milano. » Atti della Società italiana di scienze naturali, vol. 53, 1915, p. 456-464.